# Высшие учебные заведения Мурманска
Первые высшие учебные заведения в Мурманске появились в середине XX века. Первым 11 ноября 1939 года был учреждён Мурманский учительский институт. 11 января 1950 года в городе открылось Мурманское высшее мореходное училище. В 1956 году учительский институт был преобразован в Мурманский государственный педагогический институт. 27 ноября 1958 года был открыт учебно-консультационный пункт Ленинградского высшего инженерного морского училища имени адмирала С. О. Макарова, позднее преобразованный в филиал. В 1994 году были открыты 2 первых негосударственных вуза города: Мурманская академия экономики и управления и Мурманский гуманитарный институт, ставший позднее Международным институтом бизнес-образования. В 1990-е в городе стали открываться филиалы московских и петербургских государственных и негосударственных вузов. На рубеже XX и XXI веков 2 ведущих вуза стали университетами: МГТУ (1996) и МГПУ (2002). Педагогический университет в 2010 году переименован в гуманитарный университет (МГГУ), а в 2015 году в Мурманский арктический государственный университет (МАГУ). Во второй половине 2010-х годов МИБО, МАЭУ и большая часть филиалов лишены государственной аккредитации. В 2023 году МГТУ и МАГУ были объединены в Мурманский арктический университет (МАУ).
В списке приведены высшие учебные заведения или их филиалы, расположенные на 2025 год в городе Мурманске и имеющие государственную аккредитацию. Список разделён на 3 группы (государственные вузы, филиалы государственных вузов и филиалы негосударственных вузов), которые в свою очередь отсортированы по году открытия учебного заведения.
| Название                                                                                             | Сокращённо           | Статус               | Основан              | Фотография           |
| Государственные вузы                                                                                 | Государственные вузы | Государственные вузы | Государственные вузы | Государственные вузы |
| --- | -------------------- | -------------------- | -------------------- | -------------------- |
| Мурманский арктический университет                                                                   | МАУ                  | университет          | 1950                 |                      |
| Филиалы иногородних государственных вузов                                                            |                      |                      |                      |                      |
| Российская академия народного хозяйства и государственной службы при Президенте Российской Федерации | МФ РАНХиГС           | академия             | 2010                 |                      |
| Филиалы иногородних негосударственных вузов                                                          |                      |                      |                      |                      |
| Московский гуманитарно-экономический университет                                                     | СЗИ(Ф) МГЭУ          | университет          | 1995                 |                      |